# Strømsgodset Idrettsforening 2018
Questa voce raccoglie le informazioni riguardanti lo Strømsgodset Idrettsforening nelle competizioni ufficiali della stagione 2018.

## Stagione
A seguito del 4º posto arrivato nel campionato 2017, nella stagione 2018 lo Strømsgodset avrebbe partecipato all'Eliteserien ed al Norgesmesterskapet. Il 19 dicembre 2017 sono stati compilati i calendari per l'Eliteserien: alla 1ª giornata, lo Strømsgodset avrebbe ospitato lo Stabæk al Marienlyst Stadion.
Il 6 giugno 2018, Tor Ole Skullerud ha rassegnato le proprie dimissioni dall'incarico di allenatore, a causa dei cattivi risultati stagionali. Il giorno seguente, Bjørn Petter Ingebretsen ne ha preso il posto, ad interim. Il 30 luglio, Ingebretsen è stato definitivamente confermato in questa veste.

## Rosa
| N. |                          | Ruolo | Calciatore            |
| -- | ------------------------ | ----- | --------------------- |
| 1  | Norvegia (bandiera)      | P     | Espen Bugge Pettersen |
| 2  | Norvegia (bandiera)      | D     | Mounir Hamoud         |
| 3  | Norvegia (bandiera)      | D     | Jonathan Parr         |
| 4  | Norvegia (bandiera)      | D     | Kim André Madsen      |
| 5  | Norvegia (bandiera)      | D     | Jakob Glesnes         |
| 6  | Norvegia (bandiera)      | C     | Henning Hauger        |
| 7  | Norvegia (bandiera)      | C     | Herman Stengel        |
| 8  | Norvegia (bandiera)      | C     | Johan Hove            |
| 8  | Libano (bandiera)        | C     | Bassel Jradi          |
| 10 | Norvegia (bandiera)      | A     | Marcus Pedersen       |
| 11 | Norvegia (bandiera)      | C     | Kristoffer Tokstad    |
| 17 | Norvegia (bandiera)      | D     | Christopher Lindquist |
| 18 | Norvegia (bandiera)      | C     | Martin Ovenstad       |
| 19 | Guinea-Bissau (bandiera) | C     | Francisco Júnior      |

| N. |                     | Ruolo | Calciatore               |
| -- | ------------------- | ----- | ------------------------ |
| 20 | Norvegia (bandiera) | P     | Pål Vestly Heigre        |
| 21 | Norvegia (bandiera) | C     | Mathias Berg Gjerstrøm   |
| 23 | Norvegia (bandiera) | C     | Eirik Ulland Andersen    |
| 25 | Norvegia (bandiera) | D     | Stian Ringstad           |
| 26 | Norvegia (bandiera) | D     | Lars Christopher Vilsvik |
| 28 | Norvegia (bandiera) | D     | Marius Høibråten         |
| 30 | Norvegia (bandiera) | A     | Mustafa Abdellaoue       |
| 35 | Norvegia (bandiera) | D     | Arnar Thór Gudjónsson    |
| 36 | Norvegia (bandiera) | C     | Hasan Duman              |
| 39 | Norvegia (bandiera) | D     | Lars Sætra               |
| 63 | Norvegia (bandiera) | A     | Magnus Lankhof Dahlby    |
| 66 | Norvegia (bandiera) | A     | Andreas Hoven            |
| 90 | Norvegia (bandiera) | A     | Amahl Pellegrino         |
| 93 | Norvegia (bandiera) | C     | Tokmac Nguen             |

## Calciomercato

### Sessione invernale(dal 01/01 al 31/03)
| Arrivi           | Arrivi                  | Arrivi      | Arrivi        |
| R.               | Nome                    | da          | Modalità      |
| ---------------- | ----------------------- | ----------- | ------------- |
| D                | Christopher Lindquist   | Florø       | fine prestito |
| D                | Lars Sætra              |             | svincolato    |
| D                | Sondre Solholm Johansen | Mjøndalen   | fine prestito |
| C                | Herman Stengel          |             | svincolato    |
| A                | Mustafa Abdellaoue      |             | svincolato    |
| A                | Sebastian Pedersen      | Stabæk      | definitivo    |
| A                | Amahl Pellegrino        |             | svincolato    |
| Altre operazioni |                         |             |               |
| R.               | Nome                    | da          | Modalità      |
| P                | Morten Sætra            | Nybergsund  | fine prestito |
| D                | Henrik Bredeli          | Fredrikstad | fine prestito |
| C                | Knut Ahlander           | Asker       | fine prestito |
| A                | Marco Tagbajumi         | Lillestrøm  | fine prestito |

| Partenze | Partenze                  | Partenze      | Partenze   |
| R.       | Nome                      | a             | Modalità   |
| -------- | ------------------------- | ------------- | ---------- |
| P        | Morten Sætra              | Elverum       | prestito   |
| D        | Henrik Bredeli            | Fram Larvik   | definitivo |
| C        | Knut Ahlander             | Asker         | prestito   |
| C        | Christian Rubio Sivodedov | GIF Sundsvall | prestito   |
| A        | Abdul-Basit Agouda        |               | svincolato |
| A        | Pontus Engblom            | Sandefjord    | definitivo |
| A        | Andreas Hoven             | Notodden      | prestito   |
| A        | Sebastian Pedersen        | Strømmen      | prestito   |
| A        | Marco Tagbajumi           |               | svincolato |

### Sessione estiva(dal 19/07 al 15/08)
| Arrivi | Arrivi        | Arrivi   | Arrivi        |
| R.     | Nome          | da       | Modalità      |
| ------ | ------------- | -------- | ------------- |
| C      | Johan Hove    | Sogndal  | definitivo    |
| A      | Andreas Hoven | Notodden | fine prestito |

| Partenze | Partenze               | Partenze       | Partenze   |
| R.       | Nome                   | a              | Modalità   |
| -------- | ---------------------- | -------------- | ---------- |
| D        | Marius Høibråten       | Sandefjord     | definitivo |
| D        | Stian Ringstad         | Sandefjord     | prestito   |
| C        | Mathias Berg Gjerstrøm | Notodden       | prestito   |
| C        | Bassel Jradi           | Hajduk Spalato | definitivo |
| A        | Magnus Lankhof Dahlby  | Grorud         | prestito   |

### Dopo la sessione estiva
| Arrivi | Arrivi          | Arrivi | Arrivi     |
| R.     | Nome            | da     | Modalità   |
| ------ | --------------- | ------ | ---------- |
| C      | Martin Ovenstad |        | svincolato |

| Partenze | Partenze | Partenze | Partenze |
| R.       | Nome     | a        | Modalità |
| -------- | -------- | -------- | -------- |

## Risultati

### Eliteserien

#### Girone di andata
| Arbitro: | Steen (Bergen) |

|                  |           |                        |
| Pedersen 1’, 51’ | Marcatori | 3’ Boli 45’ Omoijuanfo |

| Arbitro: | Hagen (Grue) |

|                                       |           |                |
| Espejord 7’ Antonsen 35’ Berntsen 69’ | Marcatori | 79’ Pellegrino |

| Arbitro: | Moen (Haugesund) |

|                   |           |            |
| Acosta 76’ (aut.) | Marcatori | 88’ Barmen |

| Arbitro: | Skjerven (Kaupanger) |

|           |           |                                                |
| Ejuke 45’ | Marcatori | 26’, 65’ (rig.) Pedersen 48’ Nguen 90’ Stengel |

| Arbitro: | Hagenes (Flaktveit) |

|                        |           |  |
| Pedersen 61’, 71’, 76’ | Marcatori |  |

| Arbitro: | Hobber Nilsen (Oslo) |

|              |           |  |
| Kallevåg 19’ | Marcatori |  |

| Arbitro: | Eskås (Oslo) |

|  |           |            |
|  | Marcatori | 33’ Jensen |

| Arbitro: | Skjerven (Kaupanger) |

|                        |           |                              |
| Opseth 1’ Bjørnbak 63’ | Marcatori | 45’ Parr 82’ (rig.) Pedersen |

| Arbitro: | Hafsås (Trondheim) |

|                 |           |                                   |
| Falch 7’ (aut.) | Marcatori | 64’ (rig.) Halvorsen 79’ Schwartz |

| Arbitro: | Døvle (Larvik) |

|                           |           |  |
| Gabrielsen 56’ Hestad 79’ | Marcatori |  |

### Norgesmesterskapet
| Arbitro: | Aslam |

|               |           |                                                              |
| Torgersen 61’ | Marcatori | 7’, 53’ (rig.) Abdellaoue 57’ Pellegrino 79’ Ulland Andersen |

| Arbitro: | Røvig Sletner |

|             |           |                                      |
| Høglien 71’ | Marcatori | 31’ Tokstad 76’ Pellegrino 83’ Jradi |

| Arbitro: | Hauge (Bergen) |

|  |           |                                                              |
|  | Marcatori | 51’ (aut.) Eskedal Lyngen 59’ Abdellaoue 63’ Ulland Andersen |

## Statistiche

### Statistiche di squadra
| Competizione       | Punti | In casa | In casa | In casa | In casa | In casa | In casa | In trasferta | In trasferta | In trasferta | In trasferta | In trasferta | In trasferta | Totale | Totale | Totale | Totale | Totale | Totale | DR |
| Competizione       | Punti | G       | V       | N       | P       | Gf      | Gs      | G            | V            | N            | P            | Gf           | Gs           | G      | V      | N      | P      | Gf     | Gs     | DR |
| ------------------ | ----- | ------- | ------- | ------- | ------- | ------- | ------- | ------------ | ------------ | ------------ | ------------ | ------------ | ------------ | ------ | ------ | ------ | ------ | ------ | ------ | -- |
| Eliteserien        | 0     | 0       | 0       | 0       | 0       | 0       | 0       | 0            | 0            | 0            | 0            | 0            | 0            | 0      | 0      | 0      | 0      | 0      | 0      | 0  |
| Norgesmesterskapet | -     | 0       | 0       | 0       | 0       | 0       | 0       | 0            | 0            | 0            | 0            | 0            | 0            | 0      | 0      | 0      | 0      | 0      | 0      | 0  |
| Totale             | -     | 0       | 0       | 0       | 0       | 0       | 0       | 0            | 0            | 0            | 0            | 0            | 0            | 0      | 0      | 0      | 0      | 0      | 0      | 0  |

### Andamento in campionato
| Giornata  | 1 | 2  | 3  | 4 | 5 | 6 | 7  | 8  | 9  | 10 | 11 | 12 | 13 | 14 | 15 | 16 | 17 | 18 | 19 | 20 | 21 | 22 | 23 | 24 | 25 | 26 | 27 | 28 | 29 | 30 |
| --------- | - | -- | -- | - | - | - | -- | -- | -- | -- | -- | -- | -- | -- | -- | -- | -- | -- | -- | -- | -- | -- | -- | -- | -- | -- | -- | -- | -- | -- |
| Luogo     | C | T  | C  | T | C | T | C  | T  | C  | T  | T  | C  | T  | C  | T  | C  | C  | T  | C  | T  | C  | T  | C  | T  | C  | T  | C  | T  | C  | T  |
| Risultato | N | P  | N  | V | V | P | P  | N  | P  | P  |    |    |    |    |    |    |    |    |    |    |    |    |    |    |    |    |    |    |    |    |
| Posizione | 8 | 13 | 13 | 9 | 5 | 8 | 10 | 11 | 12 | 12 |    |    |    |    |    |    |    |    |    |    |    |    |    |    |    |    |    |    |    |    |

Fonte:  Eliteserien 2018, su altomfotball.no, Altomfotball. URL consultato il 21 dicembre 2017 (archiviato dall'url originale il 23 dicembre 2017).
Legenda:

Luogo: C = Casa; T = Trasferta. Risultato: V = Vittoria; N = Pareggio; P = Sconfitta.

### Statistiche dei giocatori
| Giocatore          | Eliteserien | Eliteserien | Eliteserien | Eliteserien | Norgesmesterskapet | Norgesmesterskapet | Norgesmesterskapet | Norgesmesterskapet | Coppe europee | Coppe europee | Coppe europee | Coppe europee | Altre coppe | Altre coppe | Altre coppe | Altre coppe | Totale   | Totale | Totale      | Totale     |
| Giocatore          | Presenze    | Reti        | Ammonizioni | Espulsioni  | Presenze           | Reti               | Ammonizioni        | Espulsioni         | Presenze      | Reti          | Ammonizioni   | Espulsioni    | Presenze    | Reti        | Ammonizioni | Espulsioni  | Presenze | Reti   | Ammonizioni | Espulsioni |
| ------------------ | ----------- | ----------- | ----------- | ----------- | ------------------ | ------------------ | ------------------ | ------------------ | ------------- | ------------- | ------------- | ------------- | ----------- | ----------- | ----------- | ----------- | -------- | ------ | ----------- | ---------- |
| M. Abdellaoue      | 0           | 0           | 0           | 0           | 0                  | 0                  | 0                  | 0                  |               |               |               |               |             |             |             |             | 0        | 0      | 0           | 0          |
| M. Berg Gjerstrøm  | 0           | 0           | 0           | 0           | 0                  | 0                  | 0                  | 0                  |               |               |               |               |             |             |             |             | 0        | 0      | 0           | 0          |
| E. Bugge Pettersen | 0           | -0          | 0           | 0           | 0                  | -0                 | 0                  | 0                  |               |               |               |               |             |             |             |             | 0        | 0      | 0           | 0          |
| H. Duman           | 0           | 0           | 0           | 0           | 0                  | 0                  | 0                  | 0                  |               |               |               |               |             |             |             |             | 0        | 0      | 0           | 0          |
| Francisco Júnior   | 0           | 0           | 0           | 0           | 0                  | 0                  | 0                  | 0                  |               |               |               |               |             |             |             |             | 0        | 0      | 0           | 0          |
| J. Glesnes         | 0           | 0           | 0           | 0           | 0                  | 0                  | 0                  | 0                  |               |               |               |               |             |             |             |             | 0        | 0      | 0           | 0          |
| A. Gudjónsson      | 0           | 0           | 0           | 0           | 0                  | 0                  | 0                  | 0                  |               |               |               |               |             |             |             |             | 0        | 0      | 0           | 0          |
| M. Hamoud          | 0           | 0           | 0           | 0           | 0                  | 0                  | 0                  | 0                  |               |               |               |               |             |             |             |             | 0        | 0      | 0           | 0          |
| H. Hauger          | 0           | 0           | 0           | 0           | 0                  | 0                  | 0                  | 0                  |               |               |               |               |             |             |             |             | 0        | 0      | 0           | 0          |
| J. Hove            | 0           | 0           | 0           | 0           | 0                  | 0                  | 0                  | 0                  |               |               |               |               |             |             |             |             | 0        | 0      | 0           | 0          |
| A. Hoven           | 0           | 0           | 0           | 0           | 0                  | 0                  | 0                  | 0                  |               |               |               |               |             |             |             |             | 0        | 0      | 0           | 0          |
| M. Høibråten       | 0           | 0           | 0           | 0           | 0                  | 0                  | 0                  | 0                  |               |               |               |               |             |             |             |             | 0        | 0      | 0           | 0          |
| B. Jradi           | 0           | 0           | 0           | 0           | 0                  | 0                  | 0                  | 0                  |               |               |               |               |             |             |             |             | 0        | 0      | 0           | 0          |
| M. Lankhof Dahlby  | 0           | 0           | 0           | 0           | 0                  | 0                  | 0                  | 0                  |               |               |               |               |             |             |             |             | 0        | 0      | 0           | 0          |
| C. Lindquist       | 0           | 0           | 0           | 0           | 0                  | 0                  | 0                  | 0                  |               |               |               |               |             |             |             |             | 0        | 0      | 0           | 0          |
| K. Madsen          | 0           | 0           | 0           | 0           | 0                  | 0                  | 0                  | 0                  |               |               |               |               |             |             |             |             | 0        | 0      | 0           | 0          |
| T. Nguen           | 0           | 0           | 0           | 0           | 0                  | 0                  | 0                  | 0                  |               |               |               |               |             |             |             |             | 0        | 0      | 0           | 0          |
| M. Ovenstad        | 0           | 0           | 0           | 0           | 0                  | 0                  | 0                  | 0                  |               |               |               |               |             |             |             |             | 0        | 0      | 0           | 0          |
| J. Parr            | 0           | 0           | 0           | 0           | 0                  | 0                  | 0                  | 0                  |               |               |               |               |             |             |             |             | 0        | 0      | 0           | 0          |
| M. Pedersen        | 0           | 0           | 0           | 0           | 0                  | 0                  | 0                  | 0                  |               |               |               |               |             |             |             |             | 0        | 0      | 0           | 0          |
| A. Pellegrino      | 0           | 0           | 0           | 0           | 0                  | 0                  | 0                  | 0                  |               |               |               |               |             |             |             |             | 0        | 0      | 0           | 0          |
| S. Ringstad        | 0           | 0           | 0           | 0           | 0                  | 0                  | 0                  | 0                  |               |               |               |               |             |             |             |             | 0        | 0      | 0           | 0          |
| L. Sætra           | 0           | 0           | 0           | 0           | 0                  | 0                  | 0                  | 0                  |               |               |               |               |             |             |             |             | 0        | 0      | 0           | 0          |
| H. Stengel         | 0           | 0           | 0           | 0           | 0                  | 0                  | 0                  | 0                  |               |               |               |               |             |             |             |             | 0        | 0      | 0           | 0          |
| K. Tokstad         | 0           | 0           | 0           | 0           | 0                  | 0                  | 0                  | 0                  |               |               |               |               |             |             |             |             | 0        | 0      | 0           | 0          |
| E. Ulland Andersen | 0           | 0           | 0           | 0           | 0                  | 0                  | 0                  | 0                  |               |               |               |               |             |             |             |             | 0        | 0      | 0           | 0          |
| P. Vestly Heigre   | 0           | -0          | 0           | 0           | 0                  | -0                 | 0                  | 0                  |               |               |               |               |             |             |             |             | 0        | 0      | 0           | 0          |
| L. Vilsvik         | 0           | 0           | 0           | 0           | 0                  | 0                  | 0                  | 0                  |               |               |               |               |             |             |             |             | 0        | 0      | 0           | 0          |